# Vele di Scampia
As Velas de Scampia ou, em italiano, Vele di Scampia são um complexo residencial situado no bairro de Scampia, em Nápoles, Itália. A princípio, era composto por sete edifícios, denominados "vela", cujo nome traz referência ao seu formato triangular que se assemelhava a uma vela. Todavia, as construções encontram-se desde a década de 1990 em fase de demolição gradual, com a última ocorrendo em 2020.